# Franciscus Josefus Alfonsus Teresia Maria Vos de Wael
Franciscus Josefus Alfonsus Teresia Maria Vos de Wael (Pare (Indonesië), 7 november 1908 - Leiden, 28 april 1983) was een Nederlandse burgemeester.

## Familie
Vos de Wael, lid van de familie Vos de Wael, was een zoon van Ernestus Wilhelmus Antonius Vos de Wael (1865-1937), administrateur in Nederlands-Indië, en jkvr. Maria Sophia Helegonda Alphonsa Josepha de van der Schueren (1872-1952). Hij trouwde met Marie Louise Constante Amelie Ghislaine de Nerée tot Babberich (1913-2004), telg uit de familie De Nerée. Uit dit huwelijk werden drie dochters geboren.

## Loopbaan
Vos de Wael groeide op in Nederlands-Indië. Hij trok naar Nederland en werd kornet (1932) en reserve-luitenant (1936-1941) bij de landmacht. Hij deed in 1939 examen voor de gemeenteadministratie en was werkzaam op de secretarie in Breda en Maarheeze. Hij werd per 1 november 1940 benoemd tot burgemeester van Ossendrecht. In 1964 verzocht hij wegens gezondheidsredenen niet meer herbenoemd te worden.
Hij overleed in 1983, op 74-jarige leeftijd.